# Ragazzi di via Panisperna

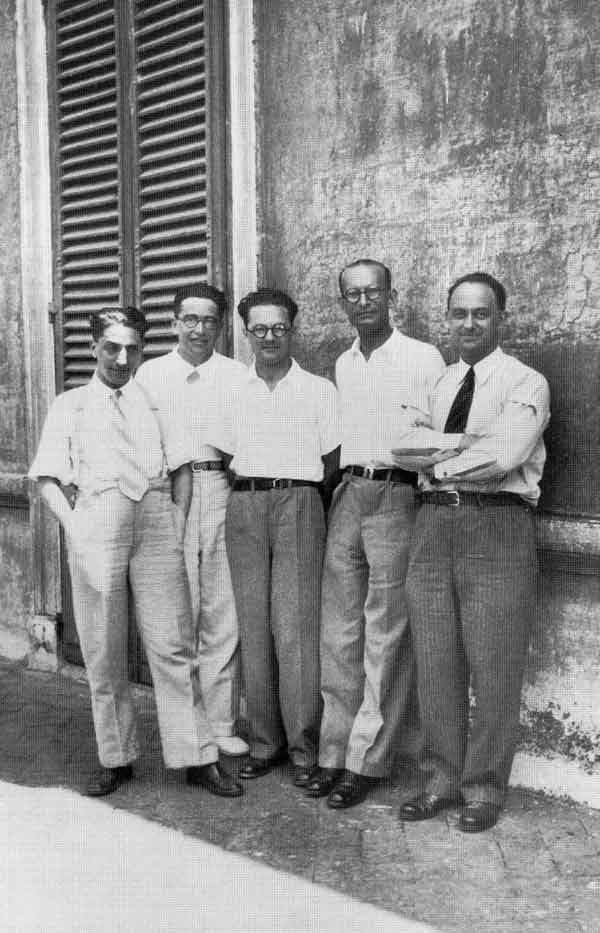
Da sinistra: Oscar D'Agostino, Emilio Segrè, Edoardo Amaldi, Franco Rasetti ed Enrico Fermi. Foto scattata da Bruno Pontecorvo

Ragazzi di via Panisperna è l'appellativo dato al gruppo di scienziati italiani, quasi tutti molto giovani e con a capo Enrico Fermi, che negli anni 30 del XX secolo operò presso il Regio istituto fisico dell'Università di Roma, ubicato fino al 1935 al numero civico 90 di via Panisperna, producendo studi di importanza storica nell'ambito della fisica nucleare.
La principale scoperta del gruppo fu, nel 1934, la proprietà dei neutroni lenti, che portò quattro anni dopo al premio Nobel per Fermi e diede avvio alla realizzazione del primo reattore artificiale a fissione nucleare a catena e successivamente della bomba atomica.

## Storia
Il gruppo nacque grazie all'interessamento del fisico Orso Mario Corbino, già ministro, senatore e direttore del Regio istituto fisico dell'Università di Roma, il quale riconobbe le qualità di Enrico Fermi e si adoperò perché fosse creata per lui nel 1926 la prima cattedra italiana di fisica teorica. A partire dal 1929 Fermi e Corbino si dedicarono alla trasformazione dell'istituto in un moderno centro di ricerca. Per il settore sperimentale, Fermi poté contare su un gruppo di giovani fisici: Edoardo Amaldi, Franco Rasetti ed Emilio Segrè. Ad essi, nel 1934, si aggiunsero il fisico Bruno Pontecorvo e il chimico Oscar D'Agostino; in campo teorico, si distingueva la figura di un altro fisico, Ettore Majorana.

Orso Mario Corbino, direttore del Regio istituto fisico dell'Università di Roma

Le loro ricerche di laboratorio riguardarono inizialmente la spettroscopia atomica e molecolare, quindi si orientarono verso lo studio sperimentale del nucleo atomico attraverso il bombardamento di varie sostanze mediante neutroni, ottenuti irradiando il berillio con particelle alfa emesse dal radon e rallentati da un passaggio in paraffina secondo un'intuizione di Fermi. In questo modo fu possibile rendere artificialmente radioattivi numerosi elementi stabili. Sul versante teorico, importantissimi per la comprensione della struttura del nucleo atomico e delle forze che vi agiscono furono i lavori di Majorana e di Fermi, il quale tra il 1933 e il 1934 pubblicò la fondamentale teoria del decadimento beta.
Nel 1938, dopo la morte di Corbino, a causa delle leggi razziali fasciste e alla vigilia dello scoppio della seconda guerra mondiale, il gruppo si disperse e la maggior parte dei "ragazzi" emigrò all'estero. Fermi (la cui moglie aveva origini ebraiche) si trasferì negli Stati Uniti subito dopo aver ricevuto il Premio Nobel, Segrè già nel 1935 aveva accettato una cattedra a Palermo per poi stabilirsi negli Stati Uniti tre anni dopo, Rasetti andò in Canada, Pontecorvo dapprima in Francia e poi nel 1950 in Unione Sovietica, mentre Majorana scomparve misteriosamente nel 1938. A rimanere in Italia furono solamente Amaldi e D'Agostino.
Ad affiancare Amaldi a Roma, da quel momento, furono alcuni giovani ricercatori: Ettore Pancini, Oreste Piccioni, Marcello Conversi. Questi scienziati continueranno lo sviluppo pioneristico della fisica nucleare, in particolare costruendo con le proprie mani un geniale apparato sperimentale per la ricerca nei raggi cosmici di una nuova particella allora ipotizzata, il mesotrone. Dovranno lavorare in condizioni terribili, con i bombardamenti aerei della seconda guerra mondiale, e poi con l'occupazione nazista di Roma. Verranno chiamati I ragazzi di Via Giulia, sui quali nel 2014 verrà prodotto un omonimo documentario diretto da Adolfo Conti. Amaldi fu poi l'artefice della ricostruzione della fisica italiana nel secondo dopoguerra e uno dei fondatori del CERN.

## Nella cultura e nei media
Al gruppo è dedicato il film del 1989 I ragazzi di via Panisperna, diretto da Gianni Amelio.

## Galleria d'immagini

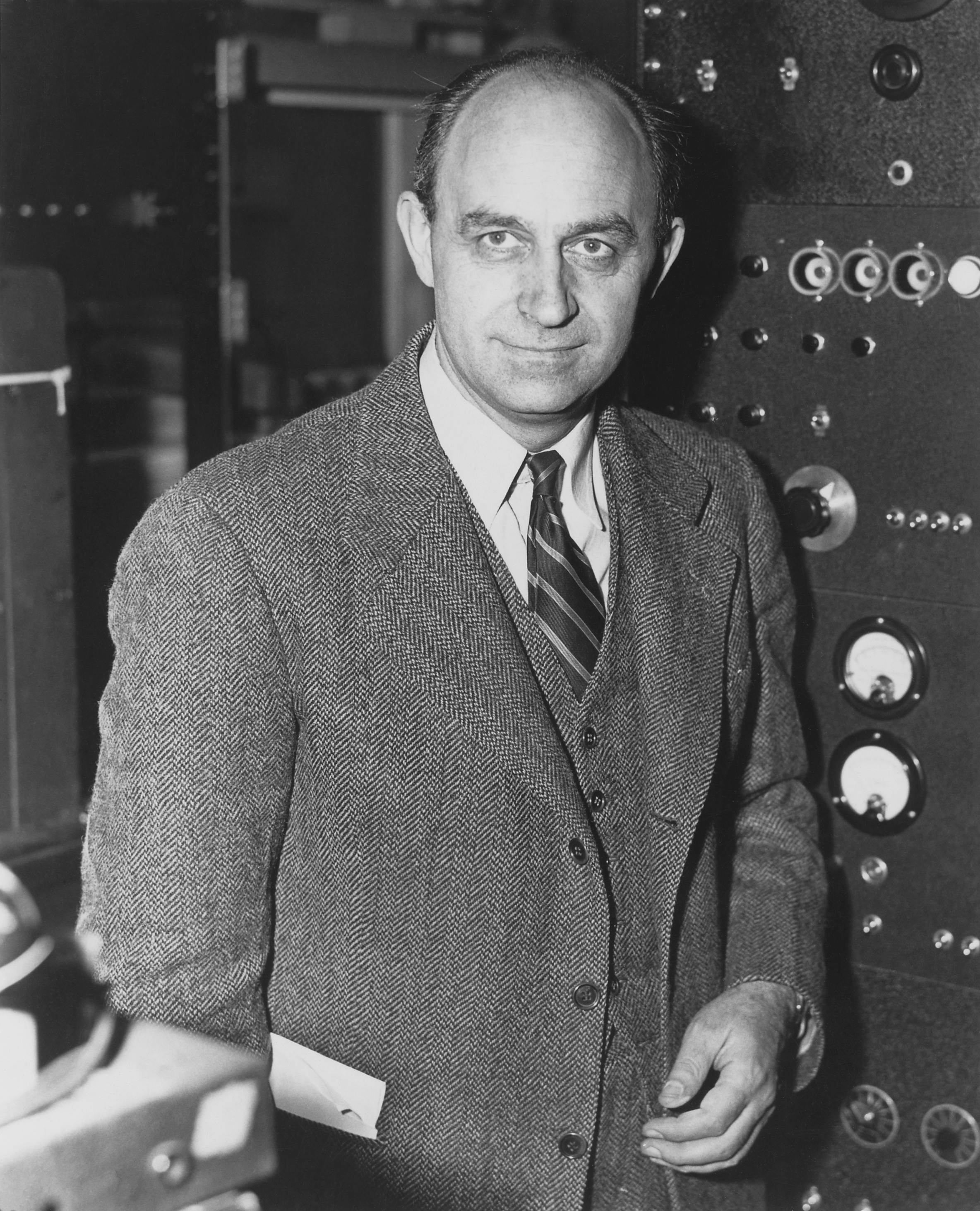
Enrico Fermi
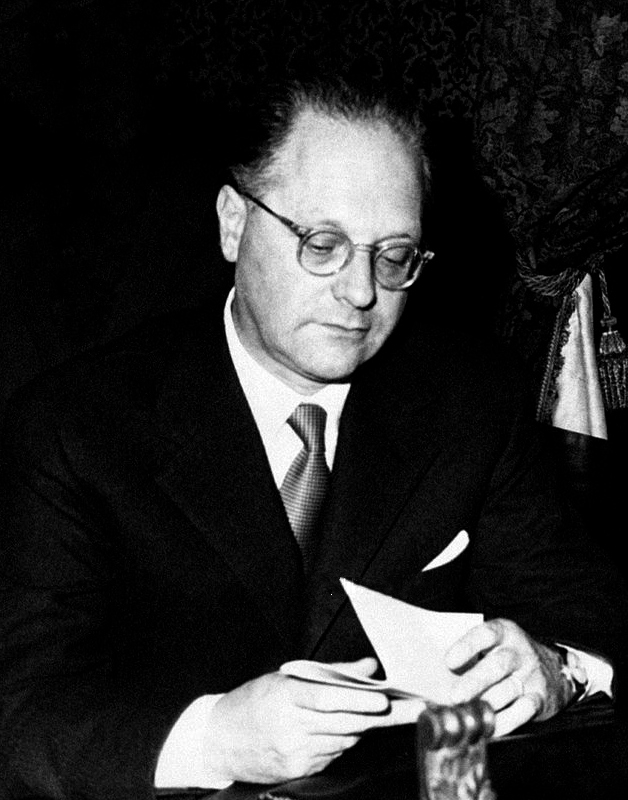
Edoardo Amaldi
Ettore Majorana
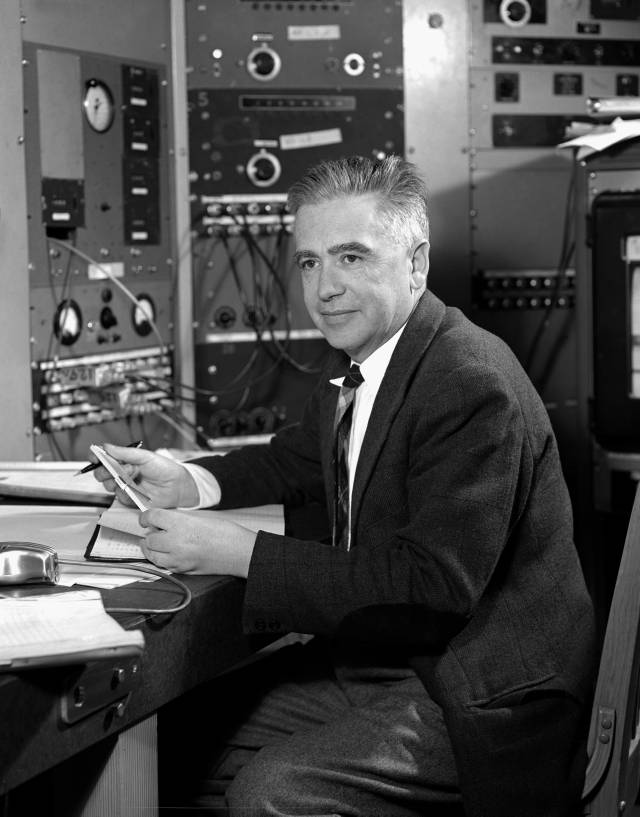
Emilio Segrè
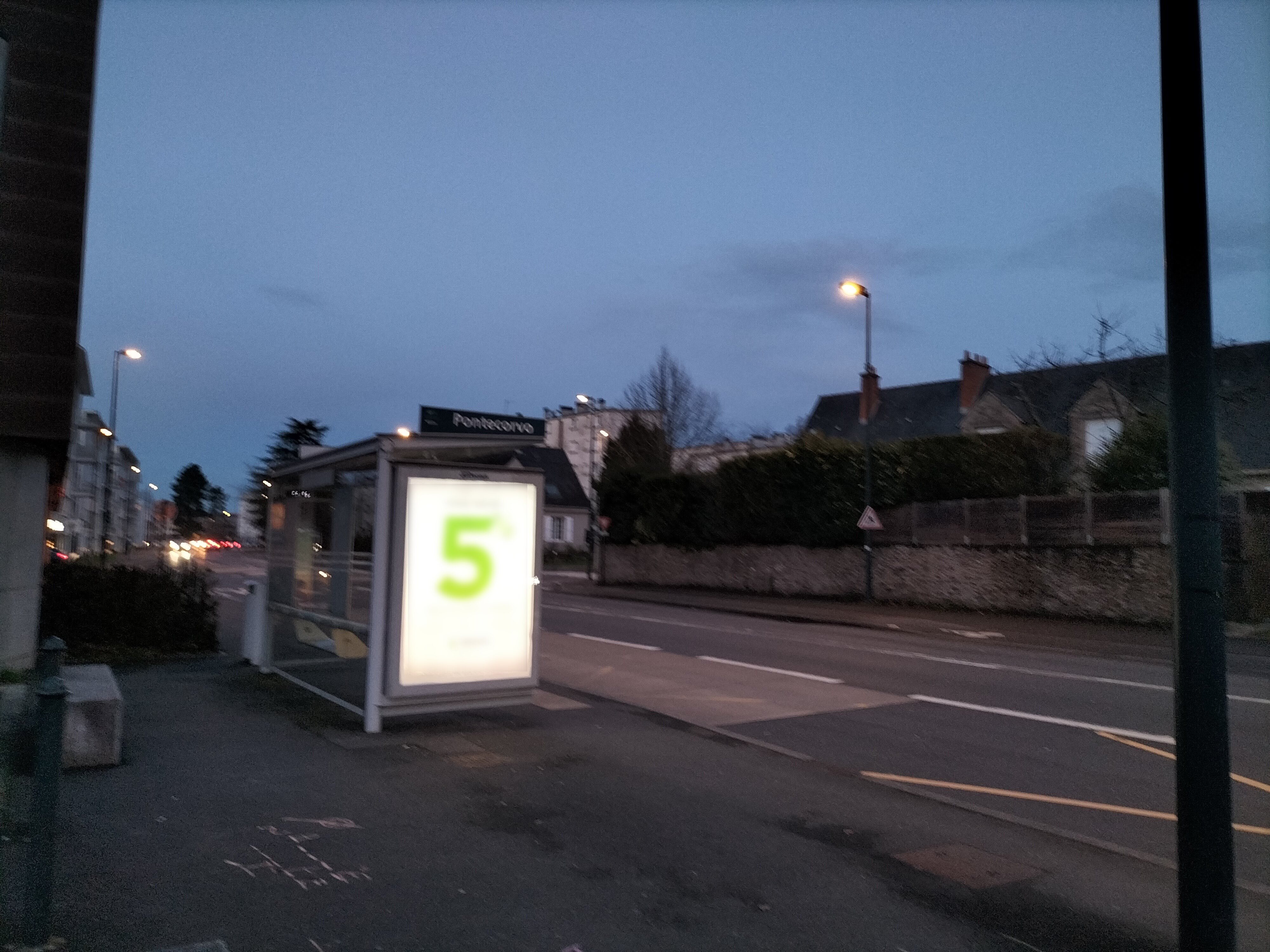
Bruno Pontecorvo
Da sinistra: Franco Rasetti, Enrico Fermi ed Emilio Segrè